# Caldo (Boro Boro e MamboLosco)
Caldo è un album in studio dei rapper italiani Boro Boro e MamboLosco, pubblicato il 3 luglio 2020.

## Tracce
1. Fallo – 2:23
2. Forte – 2:45
3. Va così (feat. Dark Polo Gang) – 2:45
4. Mes amis – 2:41
5. Lindo (feat. Rosa Chemical) – 3:13
6. Me gusta – 2:42
7. Pesca (feat. Beba) – 3:49
8. Twerk RMX (feat. Anna) – 2:30
9. Lento RMX (feat. Lola Índigo) – 2:41
10. Nena (feat. Geolier) – 2:30
11. Il passo (feat. Samurai Jay) – 2:45

## Classifiche
| Classifica (2020) | Posizione massima |
| ----------------- | ----------------- |
| Italia            | 4                 |